# Кривошеина, Ольга Сергеевна
Ольга Сергеевна Кривошеина (27 октября 1922 — 16 апреля 2008) — советский хозяйственный, государственный и политический деятель.

## Биография
Родилась 27 октября 1922 г. в Москве. Член КПСС.
Участница Великой Отечественной войны. С 1946 г. — на хозяйственной, общественной и политической работе. В конце 1940-х гг. работала на фабрике Художественной росписи тканей Московского товарищества художников начальником цеха росписи. В 1950 г. окончила Университет марксизма-ленинизма МГК ВКП(б) (Филиал при ЦДРИ СССР).
В 1946—2000 гг. — комсомольский и партийный работник в Москве. В разные годы занимала должности: заведующей отделом Рижского райкома КПСС города Москвы; инструктором, затем заведующей отделом агитации и пропаганды Щербаковского райкома КПСС города Москвы; членом Ленинского райкома КПСС города Москвы; первым секретарем Дзержинского райкома КПСС города Москвы. В 1960-х — 1980-х гг. — депутат Моссовета и член МГК КПСС.
В 1970-х — 1980-х гг. — директор Центрального музея В. И. Ленина. Была членом Советского комитета защиты мира и членом Комитета советских женщин, первым заместителем председателя Общества советско-польской дружбы и действительным членом Международного Совета музеев.
Делегат XXIII, XXIV, XXV, XXVI и XXVII съездов КПСС.
Скончалась 16 апреля 2008 г.